# Алексеев, Евгений Кузьмич
Евгений Кузьмич Алексеев (2 февраля 1884, пос. Висимо-Уткинский завод, Висимо-Уткинская волость, Верхотурский уезд, Пермская губерния, Российская Империя — 21 января 1972) — советский растениевод и агрохимик, академик АН БССР (1940-72), академик Академии сельскохозяйственных наук БССР (1957—72).

## Биография
Родился 2 февраля 1884 года в посёлке Висимо-Уткинского завода Верхотурского уезда Пермской губернии (ныне — Свердловская область).
Окончил Казанский учительский институт (1903) и высшие сельскохозяйственные курсы в Петербурге (1911).
С 1916 по 1928 год директор организованной им же Новозыбковской сельскохозяйственной опытной станции, с 1928 по 1930 год профессор Горецкого сельскохозяйственного института в Горках.
29 сентября 1930 года арестован и приговорён к ссылке Коллегией ОГПУ от 23 июля 1931 года, по статьям 58, 76 — контрреволюционная деятельность. Евгения Алексеева без особых разбирательств сослали на 5 лет в Среднюю Азию. Из обвинения: «сеял на советской земле сорняки…». По другим данным, оклеветан и арестован за критику травопольной системы Вильямса, однако благодаря поддержке известного агрохимика Д. Н. Пряшникова, был реабилитирован 19 октября 1932 года Постановлением Коллегии ОГПУ СССР, дело прекращено за отсутствием состава преступления.
С 1937 по 1955 год был профессором Московского пушно-мехового института. В 1955 году становится заведующим кафедрой земледелия, почвоведения и агрохимии Всесоюзный сельскохозяйственный институт заочного образования. Данную должность Евгений Алексеев занимал до 1959 года, после чего ушёл на пенсию.
Скончался 21 января 1972 года.
Один из сыновей Е. К. Алексеева — Ростислав стал известным советским конструктором судов на подводных крыльях и экранопланов.

## Научные работы
Автор около 90 научных работ и 12 монографий, основными направлениями которых были:
- Вопросы эффективности применения сидератов на разных почвах и в различных климатических зонах.
- Возможность выращивания сахарной свёклы в Белоруссии.
- Новая агротехника семенных посевов люпина с применением химической дефолиации.
- Учение о зелёном удобрении.
- Теоретические основы комплексного использования зелёных, органических и минеральных удобрений.
- Работы по селекции и семеноводству сидеральных и кормовых люпинов и внедрению их в производство.

Наиболее крупные печатные труды:
- «Рекогносцировочно-уравнительные посевы 1912, 13 и 14 г. г.», Нежин, 1915 (Черниговское Губернское земство. Труды Носовской с.-х. опытной станции, вып. 1)
- «Люпин, сераделла и минеральные удобрения в посевах Новозыбковской опытной станции», Новозыбков, 1922
- «Зелёное удобрение. Его формы, значение и факторы действия», М., 1927
- «Минеральные удобрения на песчаных землях…», Новозыбков, 1928
- «Теория и практика зелёного удобрения», М., 1936
- «Зелёное удобрение в СССР», М., 1948
- «Сидеральные удобрения в БССР», Минск. 1951
- «Зелёное удобрение на орошаемых землях», М., 1957.

## Награды и премии
- Орден Знак Почёта.